# Herb guberni symbirskiej

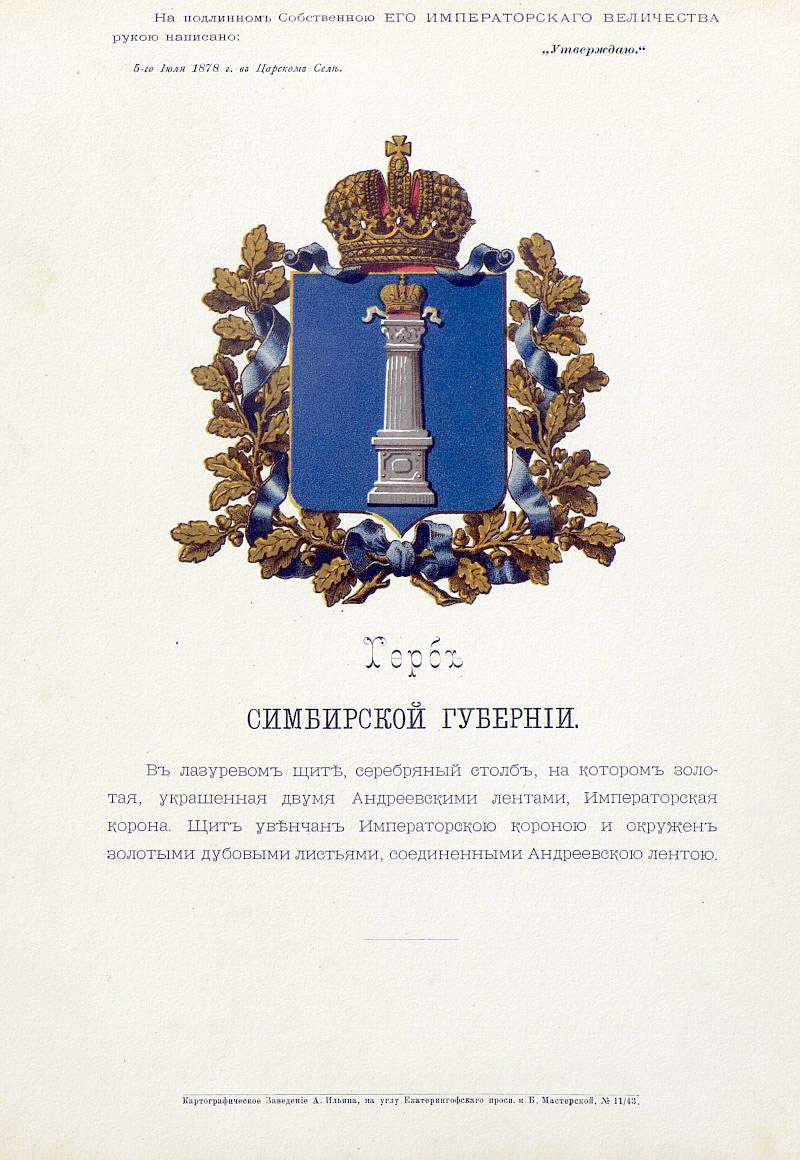
Karta z herbarza A. Benkego z 1880 roku

Herb guberni symbirskiej (ros. Герб Симбирской губернии) – symbol guberni symbirskiej będącej jednostką administracyjną Imperium Rosyjskiego. Jego ostateczny wygląd został zatwierdzony 5 lipca 1878 roku. 

## Blazonowanie
W polu błękitnym kolumna srebrna z koroną cesarską złotą z dwoma wstążkami świętego Andrzeja. Tarcza zwieńczona koroną cesarską i otoczona liśćmi dębowymi, złotymi przewiązanymi wstęgą Świętego Andrzeja .

## Opis
Herb stanowi błękitna tarcza francuska z wizerunek srebrnej kolumny, na której umieszczona jest złota korona cesarska z wystającymi niebieskimi wstążkami świętego Andrzeja. Tarcza zwieńczona jest koroną cesarską. Herb otoczony jest dwoma złotymi gałązkami dębowymi połączonymi błękitną wstęgą świętego Andrzeja zawiązaną w kokardę  .

## Historia
Wizerunek kolumny pod złotą kolumną pojawił się na sztandarach symbirskich pułków już w 1712 roku. Francisco Santi wykorzystał ten motyw w swoim projekcie herbu Symbirska, który w 1730 roku został zatwierdzony do umieszczenia na sztandarach symbirskich pułków .
W grudniu 1780 roku zatwierdzono oficjalnie wizerunek srebrnej kolumny z koroną na niebieskim tle jako herb Symbirska, który wykorzystywany był również jako herb namiestnictwa, a po 1796 roku guberni. W opisie mundurów wojskowych i urzędniczych z 1794 znajduje się opis herbu namiestnictwa: „w niebieskim polu na białej kolumnie złota korona” .
Ostatecznie wygląd herbu jako symbolu guberni został zatwierdzony 5 lica 1878 roku. Był on zgodny z zasadami dotyczącym wyglądu herbów guberni z 1857 roku. Herb ten obowiązywał aż do upadku Imperium Rosyjskiego .
Herb guberni z 1878 roku posłużył jako wzór dla herbu obwodu uljanowskiego .

## Galeria

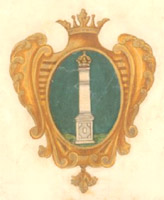
Herb symbirskiego pułku z 1730 roku
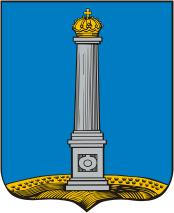
Herb Symbirska z 1780
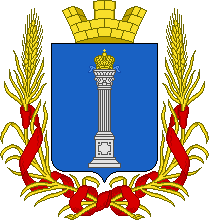
Projekt herbu Symbirska z 1859
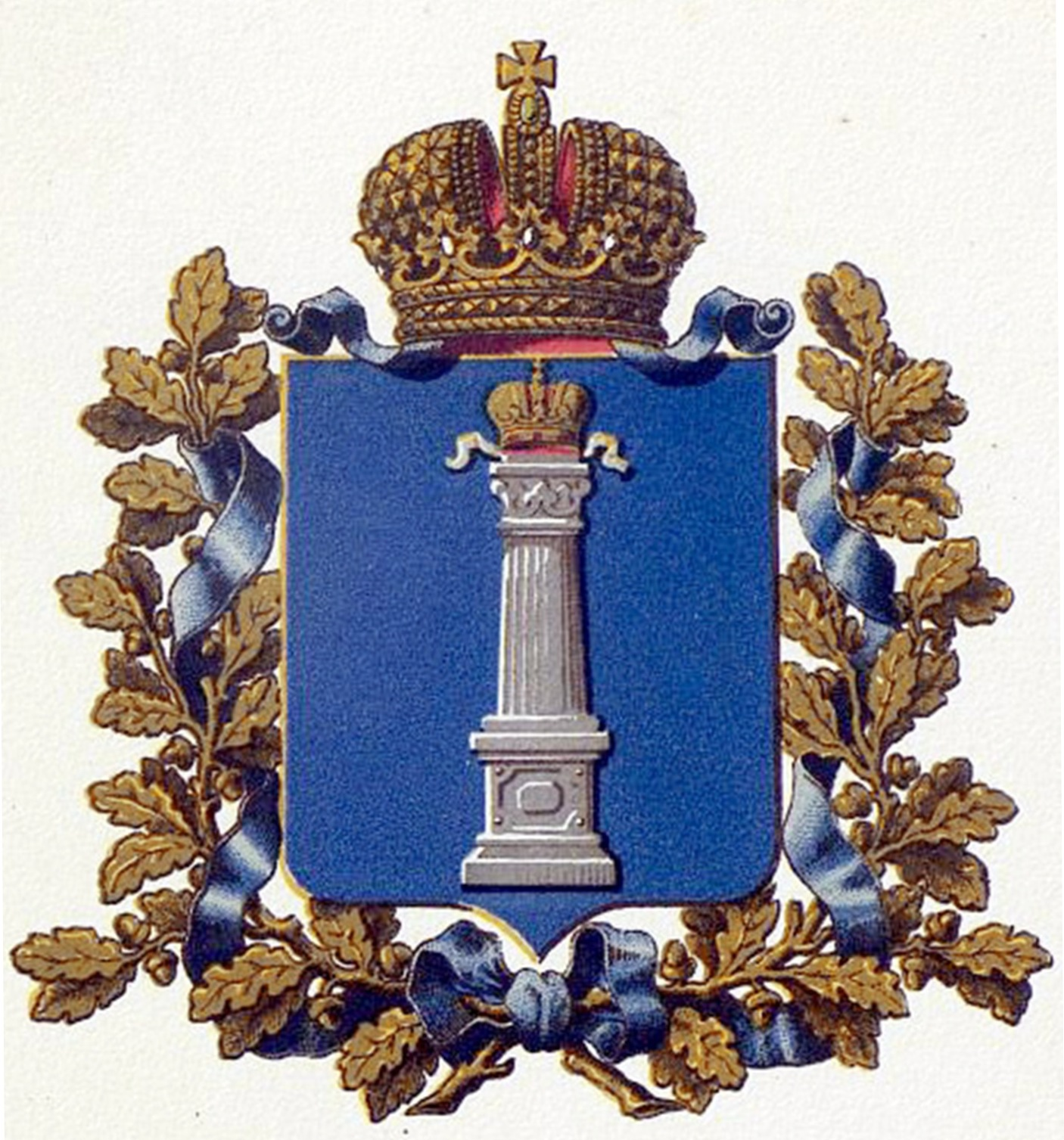
Herb guberni z herbarza A. Benkego z 1880 roku
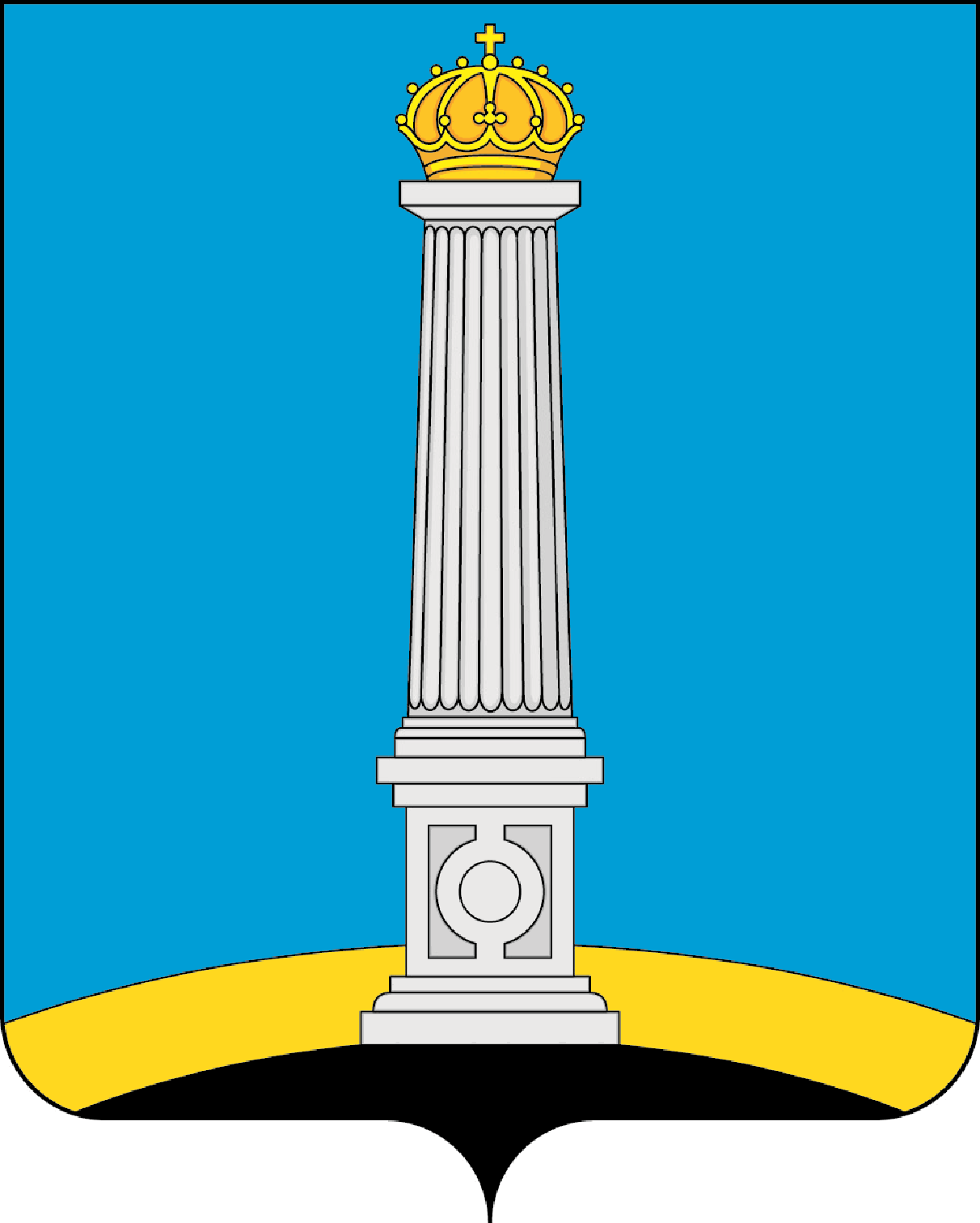
Współczesny herb Uljanowska
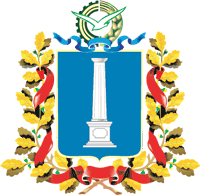
Herb obwodu uljanowskiego z lat 1996-2004
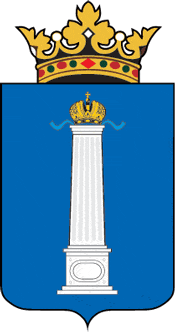
Mały herb obwodu uljanowskiego od 2004 roku
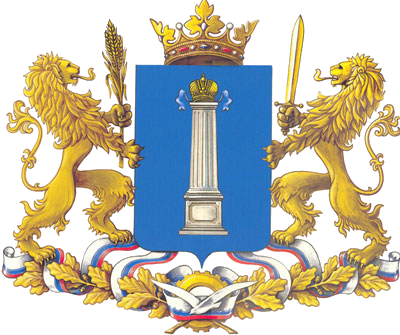
Wielki herb obwodu uljanowskiego z lat 2004-2013
Wielki herb obwodu uljanowskiego od 2013 roku